# Associazione Calcio Padova 1924-1925
Questa voce raccoglie le informazioni riguardanti la Associazione Calcio Padova nelle competizioni ufficiali della stagione 1924-1925.

## Stagione
Nella stagione 1924-1925 il Padova disputa il girone B del campionato di Prima Divisione, vi raccoglie 29 punti che valgono il quarto posto finale. Nel girone di andata ottiene 15 punti, mentre il bottino del girone di ritorno è di 14 punti. La squadra biancoscudata è allenata dal tecnico inglese Herbert Burgess, il girone B è stato vinto dal Bologna con 34 punti, davanti a Pro Vercelli e Juventus con 32 punti e poi quarto il Padova con 29 punti. Due attaccanti padovani sugli scudi, autori di 15 reti a testa, Antonio Busini e Giovanni Vecchina. Il Bologna nelle finali di Lega Nord ha avuto la meglio sul Genoa, vincitore del girone A, solo il 9 agosto 1925, dopo ben cinque finali disputate, a Bologna ha vinto il Genoa (1-2), a Genova ha vinto (1-2) il Bologna, la terza e la quarta le hanno pareggiate dopo i tempi supplementari, quella decisiva giocata a Milano alle sette del mattino, vinta (2-0) dai felsinei. Poi la squadra felsinea si aggiudica entrambe le finali scudetto contro L'Alba Roma, vincendo il primo titolo della sua storia. Sono retrocesse in Seconda Divisione il Derthona e la Spal, che ha perso lo spareggio salvezza con il Mantova.

## Rosa
| N. |                   | Ruolo | Calciatore         |
| -- | ----------------- | ----- | ------------------ |
|    | Italia (bandiera) | P     | Antonio Fasolo     |
|    | Italia (bandiera) | P     | Libero Lodolo      |
|    | Italia (bandiera) | D     | Gianangelo Barzan  |
|    | Italia (bandiera) | D     | Primo Danieli      |
|    | Italia (bandiera) | D     | Aldo Fagiuoli      |
|    | Italia (bandiera) | D     | Giuseppe Girani    |
|    | Italia (bandiera) | D     | Giovanni Mion      |
|    | Italia (bandiera) | D     | Lorenzo Modulo     |
|    | Italia (bandiera) | D     | Giulio Zanninovich |
|    | Italia (bandiera) | D     | Guido Scanferla    |

| N. |                     | Ruolo | Calciatore            |
| -- | ------------------- | ----- | --------------------- |
|    | Italia (bandiera)   | A     | Antonio Busini (III)  |
|    | Italia (bandiera)   | C     | Ippolito Favaron      |
|    | Italia (bandiera)   | C     | Antonio Fayenz        |
|    | Italia (bandiera)   | C     | Federico Busini (I)   |
|    | Italia (bandiera)   | A     | Feliciano Monti (III) |
|    | Italia (bandiera)   | A     | Giovanni Monti (II)   |
|    | Italia (bandiera)   | A     | Bruno Tognana         |
|    | Italia (bandiera)   | A     | Giovanni Vecchina     |
|    | Italia (bandiera)   | A     | Pio Veronese          |
|    | Ungheria (bandiera) | A     | Dionisio Weisz        |

## Risultati

### Prima Divisione

#### Girone di andata
| Arbitro: | A.Gama (Milano) |

|             |           |              |
| Carrera 10’ | Marcatori | 22’ Vecchina |

| Arbitro: | Dani (Genova) |

|                       |           |              |
| Baloncieri 82’ (rig.) | Marcatori | 19’ Vecchina |

| Arbitro: | Muttoni (Treviglio) |

|                                                    |           |                  |
| Vecchina 3’, 10’, 49’, 53’ Weisz 60’ A. Busini 65’ | Marcatori | 88’ (rig.) Poggi |

| Arbitro: | A.Gama (Milano) |

|              |           |               |
| I. Preti 69’ | Marcatori | 89’ A. Busini |

| Arbitro: | Ricci (Modena) |

|                                                                            |           |  |
| Ardissone 37’, 56’ Girani 52’ (aut.) Zanello 67’, 72’ (rig.) Mattuteia 75’ | Marcatori |  |

| Arbitro: | G.Crivelli (Milano) |

|                              |           |            |
| Barzan 26’ (rig.) Fayenz 71’ | Marcatori | 27’ Crotti |

| Arbitro: | Petariny (Trieste) |

|                         |           |  |
| Fagiuoli 36’ Girani 76’ | Marcatori |  |

| 7 dicembre 1924 8ª giornata |  | – Turno di riposo Padova |  |  |

| Arbitro: | Barnabò (Milano) |

|                                 |           |              |
| A. Prosperi 30’ C. Barbieri 54’ | Marcatori | 42’ Vecchina |

| Arbitro: | Mauro (Milano) |

|                                            |           |                              |
| Zanninovich 22’ A. Busini 47’ F. Monti 76’ | Marcatori | 30’ Della Valle 54’ Genovesi |

| Arbitro: | A.Gama (Milano) |

|                                                              |           |                |
| A. Busini 1’, 66’ F. Monti 25’ F. Busini 76’ Zanninovich 86’ | Marcatori | 11’ A. Bandini |

| Arbitro: | Trezzi (Milano) |

|                         |           |             |
| Fagiuoli 1’ Vecchina 5’ | Marcatori | 32’ Rosetta |

| Arbitro: | Pinasco (Genova) |

|             |           |                                       |
| Savelli 57’ | Marcatori | 18’ Barzan 32’ Modulo 85’ Zanninovich |

#### Girone di ritorno
| Arbitro: | Alfieri (Bologna) |

|                 |           |           |
| Zanninovich 31’ | Marcatori | 11’ Cappa |

| Arbitro: | Gera (Torino) |

|                                                |           |  |
| Vecchina 1’ A. Busini 35’, 75’ Zanninovich 56’ | Marcatori |  |

| Arbitro: | Ferro (Milano) |

|                                                  |           |  |
| Cusano 1’ Borfico 8’ G.B. Bagnasco 58’ Poggi 63’ | Marcatori |  |

| Arbitro: | Rubinato (Trieste) |

|                                                                                                 |           |  |
| Fagiuoli 11’ Gianangelo Barzan 16’ (rig.) F. Busini 76’, 83’ A. Busini 78’, 87’, 89’ Fayenz 81’ | Marcatori |  |

| Padova 1º marzo 1925 18ª giornata | Padova              | 0 – 0 | Pro Vercelli | Stadio Silvio Appiani\| Arbitro: \| Bistoletti (Milano) \| |
| Arbitro:                          | Bistoletti (Milano) |       |              |                                                            |

| Arbitro: | Galletti (Genova) |

|                                 |           |  |
| Gianelli 23’ Bonzani 86’ (rig.) | Marcatori |  |

| Arbitro: | Gera (Torino) |

|                            |           |                               |
| E. Carzino 21’ Repetto 58’ | Marcatori | 47’, 55’, 88’ (rig.) Vecchina |

| 5 aprile 1925 21ª giornata |  | – Turno di riposo Padova |  |  |

| Arbitro: | Franciosini (Modena) |

|               |           |                            |
| A. Busini 46’ | Marcatori | 33’ C. Barbieri 88’ Preuss |

| Arbitro: | Trezzi (Milano) |

|                                   |           |  |
| Schiavio 30’, 47’ Della Valle 88’ | Marcatori |  |

| Arbitro: | Massa (Torino) |

|                                |           |  |
| Silvestri 44’ G. Innocenti 61’ | Marcatori |  |

| Arbitro: | Dani (Genova) |

|  |           |                            |
|  | Marcatori | 20’ A. Busini 85’ Vecchina |

| Arbitro: | Enrietti (Torino) |

|                                      |           |  |
| Vecchina 10’, 46’ A. Busini 55’, 62’ | Marcatori |  |

## Statistiche

### Statistiche di squadra
| Competizione    | Punti | In casa | In casa | In casa | In casa | In casa | In casa | In trasferta | In trasferta | In trasferta | In trasferta | In trasferta | In trasferta | Totale | Totale | Totale | Totale | Totale | Totale | DR  |
| Competizione    | Punti | G       | V       | N       | P       | Gf      | Gs      | G            | V            | N            | P            | Gf           | Gs           | G      | V      | N      | P      | Gf     | Gs     | DR  |
| --------------- | ----- | ------- | ------- | ------- | ------- | ------- | ------- | ------------ | ------------ | ------------ | ------------ | ------------ | ------------ | ------ | ------ | ------ | ------ | ------ | ------ | --- |
| Prima Divisione | 29    | 12      | 9       | 2       | 1       | 39      | 9       | 12           | 3            | 3            | 6            | 12           | 25           | 24     | 12     | 5      | 7      | 51     | 34     | +17 |

### Statistiche dei giocatori
| Giocatore       | Prima Divisione | Prima Divisione |
| Giocatore       | Presenze        | Reti            |
| --------------- | --------------- | --------------- |
| G. Barzan       | 24              | 3               |
| Bianchi         | 1               | 0               |
| A. Busini (III) | 23              | 15              |
| F. Busini (I)   | 17              | 3               |
| P. Danieli      | 19              | 0               |
| A. Fagiuoli     | 23              | 3               |
| A. Fasolo       | 2               | -7              |
| I. Favaron      | 1               | 0               |
| A. Fayenz       | 21              | 1               |
| G. Girani       | 21              | 1               |
| L. Lodolo       | 22              | -27             |
| G. Mion         | 5               | 0               |
| L. Modulo       | 1               | 1               |
| F. Monti (III)  | 18              | 3               |
| G. Monti (II)   | 8               | 0               |
| Scanferla       | 1               | 0               |
| B. Tognana      | 2               | 0               |
| G. Vecchina     | 22              | 15              |
| P. Veronese     | 13              | 1               |
| D. Weisz        | 6               | 1               |
| G. Zanninovich  | 14              | 4               |